# 总兵府
总兵府，位于中国广东省汕头市南澳县深澳镇金山村，现为南澳县文物保护单位，类型为近现代重要史迹及代表性建筑，公布时间为1999年9月24日。

## 历史
总兵府的历史年代为明代。